# Freie Vereinigung Düsseldorfer Künstler

Ausstellungsplakat von Max Stern, 1901

Die Freie Vereinigung Düsseldorfer Künstler war eine Düsseldorfer Künstlervereinigung. Sie ging 1891 aus dem 1889 gegründeten St. Lukas-Klub (auch St. Lukas-Club) hervor und war eine der frühesten Secessionen der Kunstgeschichte. Ihre Mitglieder wandten sich von der traditionellen Historienmalerei der damaligen Zeit ab und widmeten sich einer impressionistisch geprägten Malerei. Spätere Secessionen fanden 1892 in München mit dem Verein bildender Künstler Münchens und 1894 in Dresden mit Verein bildender Künstler Dresden statt.

## Geschichte
Der Hauptzweck des 1829 in Düsseldorf gegründete Kunstverein für die Rheinlande und Westfalen, einer der ältesten deutschen Kunstvereine, war „die Kunst zu befördern“. Von Anfang an war das Vereinsleben des Düsseldorfer Kunstvereins stets auch durch künstlerische und kulturpolitische Auseinandersetzungen mit den Düsseldorfer Verhältnissen und dem allgemeinen Kunstgeschmack der Zeit geprägt. Die Ausstellungspolitik war mit der Kunstakademie und den Förderern und Sammlern der Düsseldorfer Malerschule verbundenen. Mit künstlerischen Ausstellungen war es ansonsten in Düsseldorf schlecht bestellt, da die Leitung in den Händen des 1844 gegründeten Verein Düsseldorfer Künstler zur gegenseitigen Unterstützung und Hülfe lag. Der 1844 von Wilhelm von Schadow, Wilhelm Camphausen, Alfred Rethel, Oswald Achenbach und anderen Mitgliedern der Düsseldorfer Malerschule gegründete Verein der Düsseldorfer Künstler zu gegenseitiger Unterstützung und Hülfe war zunächst ein überregionaler Darlehens- und Versicherungsverein für Künstler, um Notlagen aufzufangen. Jedem Mitglied, das eine der bildenden Künste berufsmäßig ausübte, konnte sich an Ausstellungen beteiligen.
So kam es ab Mitte des 19. Jahrhunderts zu Kunst‐und Künstlerkämpfen in Düsseldorf. Künstler lösten sich von dem dominierenden stark konservativ geprägten, akademischen Malstil der Düsseldorfer Kunstakademie und stellten allein oder in Gruppen besonders aus, zum Beispiel die Düsseldorfer Künstler-Vereinigung 1899.
Der St. Lukas-Klub war eine der frühesten Secessionsbewegungen in Deutschland. Im Oktober 1889 wurde der Künstlerklub St. Lukas in Düsseldorf, eine fortschrittliche Verbindung von Landschaftsmalern, die Anregungen der Haager Schule und der Schule von Barbizon mit den Errungenschaften des Impressionismus zu verbinden suchte, gegründet. Die Gründer waren Olof Jernberg, Eugen Kampf, Helmuth Liesegang und Heinrich Hermanns. Diese Gruppe hatte eine begrenzte Mitgliederzahl, somit konnten Organisationsstrukturen kaum aufgebaut werden.
1891, fast zeitgleich zur Münchener Secession, gründete Gregor von Bochmann die ebenfalls secessionstisch geprägte „Freie Vereinigung Düsseldorfer Künstler“. Sie war eine Vorform der Sezession, die die Erneuerung des Ausstellungswesens und die Förderung des internationalen Künstleraustausches beabsichtigte. Ziel war es, die Freiheit der Kunst zu sichern, verschiedenen Strömungen der Kunst ein Forum zu geben und junge Künstler zu fördern. Man nahm jeden Künstler auf, der sich den Gesetzen einer sorgfältigen künstlerischen Jury unterwarf. Gewünscht war, das die Secession die Werke jedes Künstlers, gleichgültig, ob er vielbegehrt, berühmt oder noch blutjung war, von einer gerechten, unerbittlich und geschmackvollen Jury zu prüfen lassen sollte, sodass diese über dem künstlerischen Niveau blieben, das unbedingt gehalten werden sollte.
Die Durchführung der Ausstellung wurde von ungefähr fünfzig Künstlern – alle ohne eigenen Ausstellungsort – organisiert, was keine große künstlerische Wirkung hatte, im Unterschied zu späteren Organisationen, die dann auch tatsächlich „Secession“ in ihrem Namen trugen. Neben überwiegend fortschrittlich gesinnten Akademikern nahmen an ihren Ausstellungen auch die Mitglieder des Künstlerklubs St. Lukas teil. Ende des Jahres 1892 machte sich die Gruppe „Freie Vereinigung Düsseldorfer Künstler“ mit einer Ausstellungen im Stammhaus des Galeristen Eduard Schulte in Düsseldorf bemerkbar. Ab 1892, alljährlich im Dezember, veranstaltete der Künstlerklub St. Lukas in den oberen Räumen der Galerie Schulte eine Separat-Ausstellung. „Es ist eine Vereinigung der hervorragendsten Mitglieder der Düsseldorfer Secession und giebt augenblicklich das Beste, was die Kunst-Jugend der Stadt zu geben vermag; denn die kleine Elite hat Solche, die hier das Mittelmaß ausmachen, nicht in ihre Reihen gelassen.“ (Scuratow: Kunstchronik: Wochenschrift für Kunst und Kunstgewerbe, Nr. 13, 23. Januar 1896) In Berlin stellten Mitglieder der Gruppe nur im Verband der „Freien Vereinigung Düsseldorfer Künstler“ auf der Großen Berliner Kunstausstellung 1893 aus. Die überregionale Kunstchronik besprach diese Künstlergruppe erstmals 1894.
1899 spalteten sich der St. Lukas-Klub und die Düsseldorfer Künstler-Vereinigung 1899 wieder ab: „In Düsseldorf haben sich außer den Alten, die über ihrem Ruhm keinen Richter haben wollen: neuerdings die „St. Lukas-Gilde“ und die „Künstlervereinigung der [18]99 er“, die bislang mit marschiert waren, von der „Freien Vereinigung“ abgesondert.“ (Wilhelm Schäfer: Die Rheinlande, März 1902, S. 6)

## Ausstellungen (Auswahl)
- 1892: Galerie Eduard Schulte, II. Jahres-Ausstellung der Freien Vereinigung Düsseldorfer Künstler
- 1893: Galerie Eduard Schulte, Jahres-Ausstellung der Freien Vereinigung Düsseldorfer Künstler
- 1894: Galerie Eduard Schulte, III. Jahres-Ausstellung der Freien Vereinigung Düsseldorfer Künstler
- 1894: Künstlerhaus Wien: Münchener „Secession“, Freie Vereinigung Düsseldorfer Künstler, Ausstellung von Werken inländischer Künstler
- 1901: Kunstgewerbemuseum Düsseldorf, X. Jahresausstellung
- 1910: Städtische Kunsthalle Düsseldorf, Ausstellung der Freien Vereinigung Düsseldorfer Künstler, mit Plakat von Max Stern